# Lafarge (azienda)
Lafarge è stata un'azienda francese di materiali da costruzione, leader mondiale nel suo settore, seguita da Holcim.
Il primo progetto importante è stato il cantiere del canale di Suez nel 1864, nel quale Lafarge ha consegnato 200.000 tonnellate di calce idraulica per costruire i moli del canale.
Era quotata alla borsa di Parigi dal 1923 e faceva parte dell'indice CAC 40 dal 1988. Essa operava in tre attività principali: cementi e leganti (66,5%), granulati e calcestruzzi (33,1%) e intonaci (0,4%). A fine 2014, il gruppo aveva 112 cementifici, 37 stazioni di schiacciamento, 437 cave di granulati e 1.026 impianti di calcestruzzo, nel mondo.
La ripartizione geografica del fatturato era al 2014: Europa (24,7%), Africa e Medio Oriente (28,9)%), America del Nord (23,4%), Asia (17,4%) e America Latina (5,6%).
Il 10 luglio 2015, Lafarge si è fusa con Holcim, società svizzera e numero due del settore. Il 15 luglio, la nuova società è stata ufficialmente presentata in tutto il mondo sotto il nome di LafargeHolcim, nuovo leader nel settore dei materiali da costruzione. LafargeHolcim è stata ribattezzata Holcim Group nel 2021.
Nel giugno 2016, Le Monde rivela che Lafarge avrebbe finanziato lo Stato Islamico tra la primavera 2013 e la fine dell'estate 2014 al fine di poter continuare le sue attività nella zona di conflitto in Siria. Nel giugno 2018, Lafarge è imputata di «violazione di un embargo», «messa in pericolo della vita altrui» e «complicità di crimini contro l'umanità».
Nel 2022 viene condannata dal tribunale di New York al pagamento di 778 milioni di dollari per delle mazzette all'ISIS.